# اسکاوادندان
اسکاوادندان (نام علمی: Escavadodon) ("دندان از Escavada") یک سرده منقرض‌شده از پستانداران جفت‌دار مورچه‌خوار مانند پانگولین از خانواده تک‌نماد منقرض‌شده Escavadodontidae در راستهٔ منقرض‌شده Palaeanodonta است که در دوران پالئوسن میانی در آمریکای شمالی می‌زیسته‌است. این سرده دربرگیرندهٔ یک گونه منفرد به نام Escavadodon zygus است که از سازند ناسیمینتو در نیومکزیکو بازیابی شده‌است.